# 나가이 겐스케
나가이 겐스케(일본어: 永井 謙佑, 1989년 3월 5일 ~ )는 일본의 축구 선수로 현재 나고야 그램퍼스에서 공격수로 활약 중이며 2010년 아시안 게임 금메달리스트이다.

## 구단 경력
그는 2009년부터 J리그의 아비스파 후쿠오카, 비셀 고베, 나고야 그램퍼스, FC 도쿄에서 뛰었다.

## 국가대표팀 경력
그는 2010년 AFC 아시안컵 예선에 참가할 일본 국가대표팀에 발탁되었으며, 1월 6일 예멘와의 경기에서 데뷔했다.
그는 2010년 아시안 게임에 참가할 일본 U-23 국가대표팀에 발탁되었으며, 은메달 획득에 기여했다. 2012년 하계 올림픽에도 출전했다. 6경기에 출전, 2득점을 넣어서, 4강 진출에 기여했다.
2015년 EAFF 동아시안컵에도 출전했다. 그는 2019년까지 국제 A매치 통산 12경기에 출전, 3득점을 넣었다.

## 통계
| 일본 | 일본 | 일본 |
| 연도 | 출전 | 득점 |
| ---- | ---- | ---- |
| 2010 | 1    | 0    |
| 2011 | 0    | 0    |
| 2012 | 0    | 0    |
| 2013 | 0    | 0    |
| 2014 | 0    | 0    |
| 2015 | 5    | 0    |
| 2016 | 0    | 0    |
| 2017 | 0    | 0    |
| 2018 | 0    | 0    |
| 2019 | 6    | 3    |
| 통산 | 12   | 3    |

## 수상

### 클럽
나고야 그램퍼스
- J1리그 : 준우승 (2011)
- J리그컵 : 4강 (2011)
- 일본 슈퍼컵 : 우승 (2011)

FC 도쿄
- J1리그 : 준우승 (2019)
- J리그컵 : 우승 (2020), 4강 (2021)

### 국가대표팀
일본 U-23
- 하계 올림픽 : 4위 (2012)
- 하계 유니버시아드 : 동메달 (2009)
- 아시안 게임 : 금메달 (2010)

### 개인
- AFC U-20 아시안컵 득점왕 : 2008 (4골 /공동 수상)
- 하계 유니버시아드 득점왕 : 2009 (7골)
- 아시안 게임 득점왕 : 2010 (5골)
- J1리그 베스트 11 : 2019